# Plaza de la Villa
La plaza de la Villa (antes llamada plaza de San Salvador) está situada en el casco histórico de Madrid (España), junto a la calle Mayor. En ella tienen su origen tres pequeñas calles, correspondientes al primitivo trazado medieval de la ciudad: la del Codo aparece por el este, la del Cordón por el sur y la de Madrid por el oeste. 
En su contorno se encuentran las fachadas principales de tres edificios de gran valor histórico-artístico, levantados en diferentes siglos. El más antiguo es la Casa y Torre de los Lujanes (siglo XV), construido en estilo gótico-mudéjar, que se emplaza en la cara oriental de la plaza. 
Le siguen en antigüedad la Casa de Cisneros (siglo XVI), un palacio plateresco que cierra la parte meridional del recinto, y la Casa de la Villa (siglo XVII), de estilo barroco, una de las sedes del Ayuntamiento de Madrid, ubicada en la zona occidental de la plaza.

## Historia

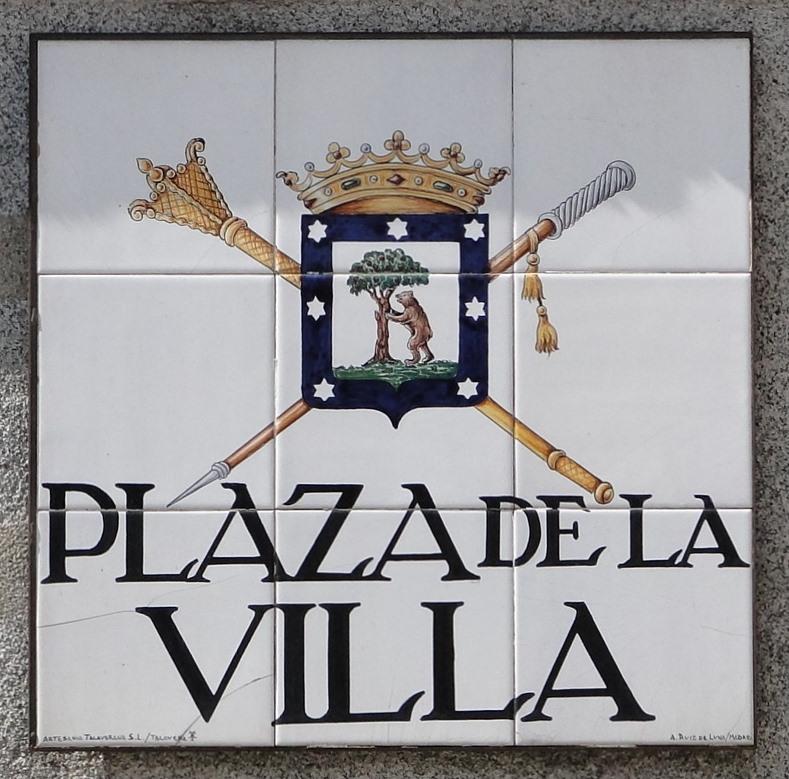
Letrero de la plaza de la Villa.

La plaza de la Villa fue uno de los principales núcleos del Madrid medieval, dada su ubicación equidistante entre la puerta de Guadalajara y la de la Vega, dos de los accesos más importantes de la ciudad durante la Edad Media. 
Originalmente llamada y conocida como plaza de San Salvador, por la iglesia del mismo nombre que daba también a la calle Mayor, y en cuyo pórtico se realizaban las sesiones del Ayuntamiento. Por ese nombre, fuente de San Salvador, se conocería popularmente la primera gran fuente ornamental que el antiguo Consejo de la Villa ordenó construir en la plazuela, reinando aún Felipe III de España.
En el siglo xv se le dio su actual denominación, coincidiendo con la otorgación del título de Noble y Leal Villa recibido por Madrid, de manos del rey Enrique IV de Castilla (1425-1474).

## Casa y Torre de los Lujanes

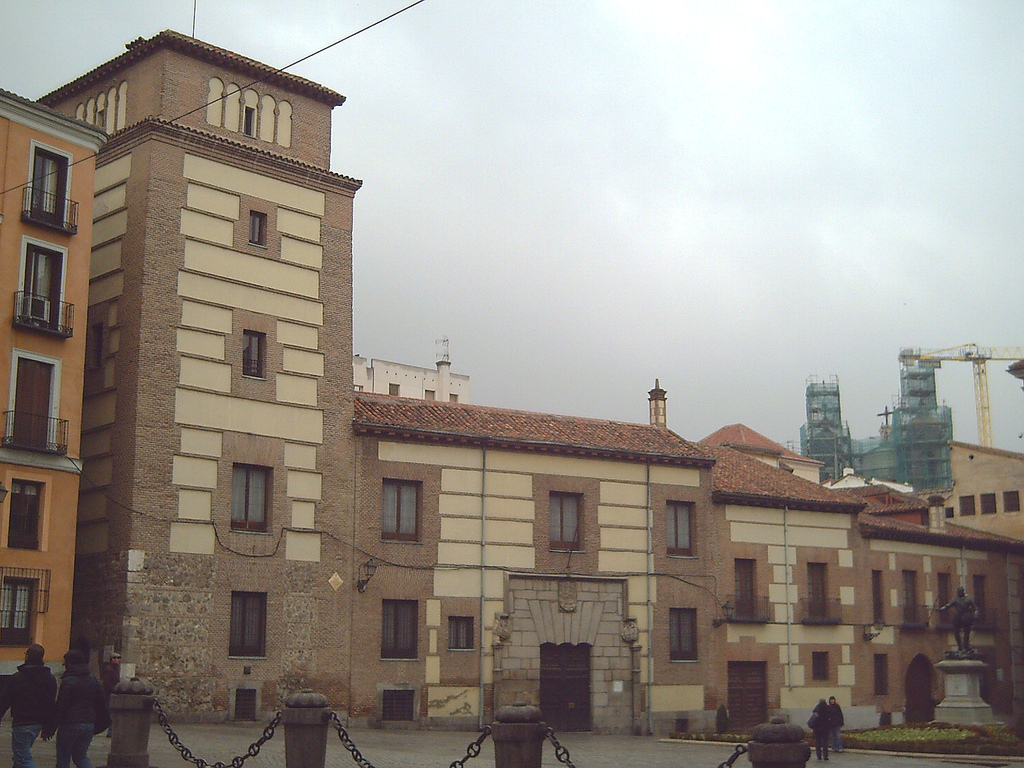
Casa y Torre de los Lujanes, en el lado oriental de la plaza.

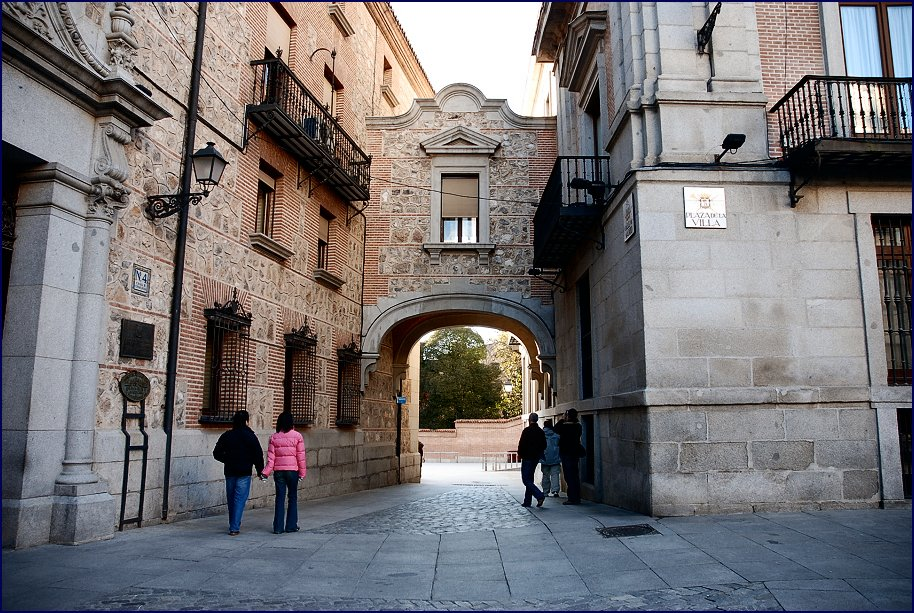
Pasadizo construido a principios del entre la Casa de Cisneros y la Casa de la Villa.

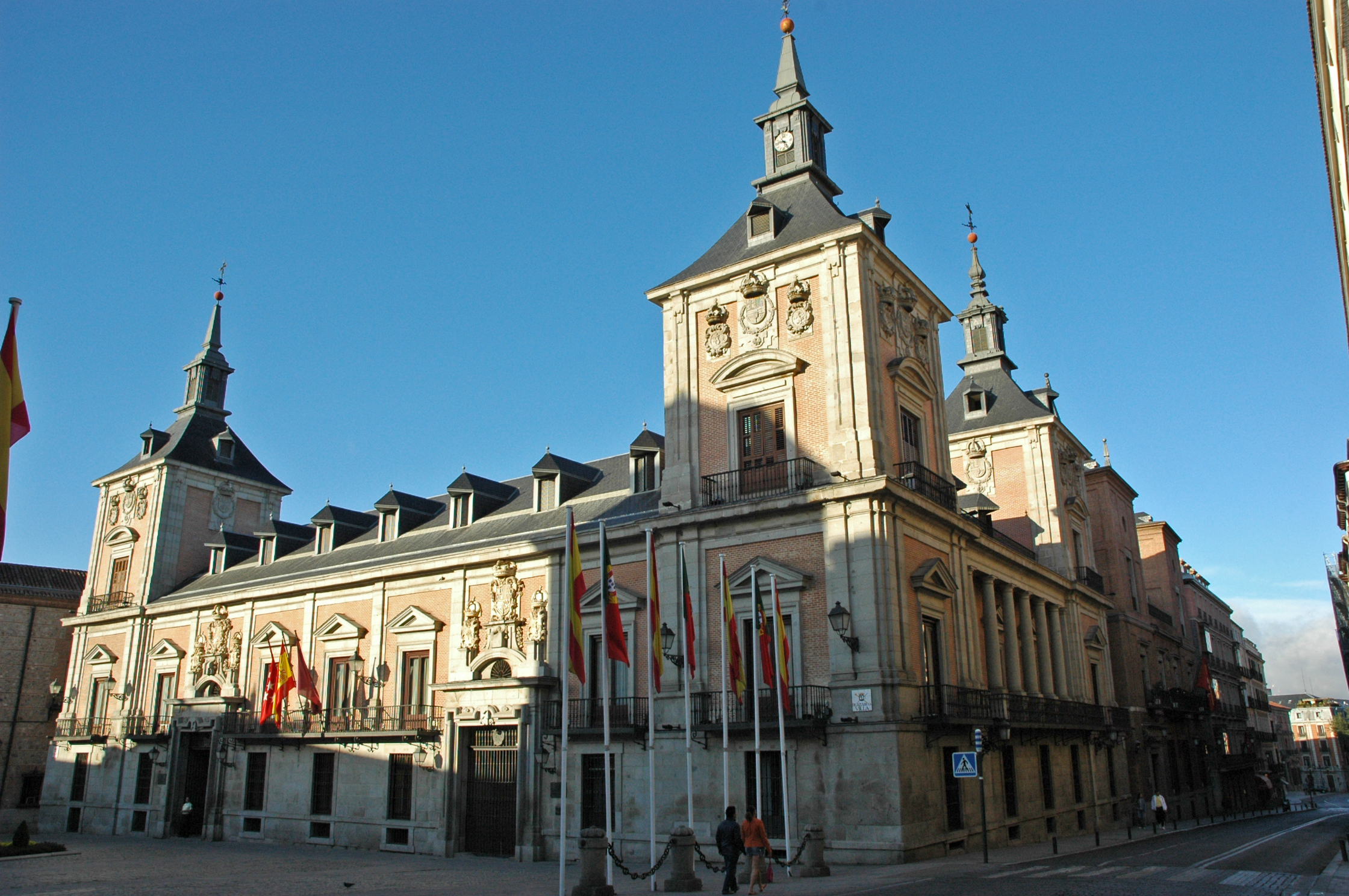
La Casa de la Villa, sede del Pleno Municipal del Ayuntamiento de Madrid, ocupa la parte occidental de la plaza.

Estos dos edificios, construidos en estilo gótico-mudéjar, son los más antiguos, entre los de carácter civil, que se conservan actualmente en la capital. Su construcción data del siglo XV y su nombre hace referencia a sus primeros propietarios, la familia de los Lujanes, ricos comerciantes de origen aragonés. De este linaje se conservan varios escudos, que aparecen en la portada gótica de la fachada principal.
Según la tradición, en la torre estuvo alojado el rey Francisco I de Francia (1494-1547), hecho prisionero en la batalla de Pavía (1525). Actualmente es la sede de la Real Academia de Ciencias Morales y Políticas.

## Casa de Cisneros
Se trata de una casa-palacio, construida en estilo plateresco en el año 1537, a instancias de Benito Jiménez de Cisneros, sobrino del cardenal Cisneros (1436-1517), de quien toma su nombre. 
La fachada que da a la plaza de la Villa fue alzada a principios del siglo XX, cuando el Ayuntamiento de Madrid adquirió la propiedad del palacio y procedió a su reforma para integrarlo dentro de las dependencias de la Casa de la Villa. La remodelación, realizada en consonancia con las trazas originales, corrió a cargo del arquitecto Luis Bellido y González, a quien se debe también el pasadizo que une la Casa de Cisneros con el edificio del Ayuntamiento.
La fachada que da a la calle de Sacramento, que inicialmente era la principal, es la que reúne los mayores valores histórico-artísticos, ya que apenas fue modificada durante las citadas obras de reforma.
Según la tradición, este palacio sirvió de prisión a Antonio Pérez (1540-1611), secretario del rey Felipe II. En él nació el político Álvaro de Figueroa y Torres, conde de Romanones (1863-1950). El general Ramón María Narváez (1800-1868), uno de sus moradores, murió en este lugar.

## Casa de la Villa
La llamada Casa de la Villa ocupa el antiguo solar de las casas del Marqués de Vallecerrato, D. Juan de Acuña, Presidente de los Consejos de Hacienda, Indias y Castilla sucesivamente, hasta su muerte en 1615, momento en el que es adquirida por el concejo madrileño que, desde antiguo, se reunía en la frontera iglesia del Salvador, hoy desaparecida. Sin embargo, su acondicionamiento y reforma se prolongó hasta su inauguración en 1692. En esta casa habitaba el duque de Osuna D. Pedro Girón (1574-1624), cuando en el Jueves Santo de 1621 fue hecho preso por orden del rey.
Antiguo Ayuntamiento de la villa de Madrid (1693-2007). A pesar de las diferentes opiniones, la más fiable parece ser la que indica que su construcción comenzó hacia 1645, a partir de un proyecto del arquitecto Juan Gómez de Mora, y que fue terminada en 1693. La galería de columnas toscanas de la fachada que da a la calle Mayor es obra de Juan de Villanueva (1789).
Es la sede del Ayuntamiento de Madrid, si bien desde el 5 de noviembre de 2007 la Alcaldía de Madrid se trasladó al Palacio de Comunicaciones, quedando este edificio prácticamente en exclusividad como sede del Pleno Municipal.

## Monumento a Bazán

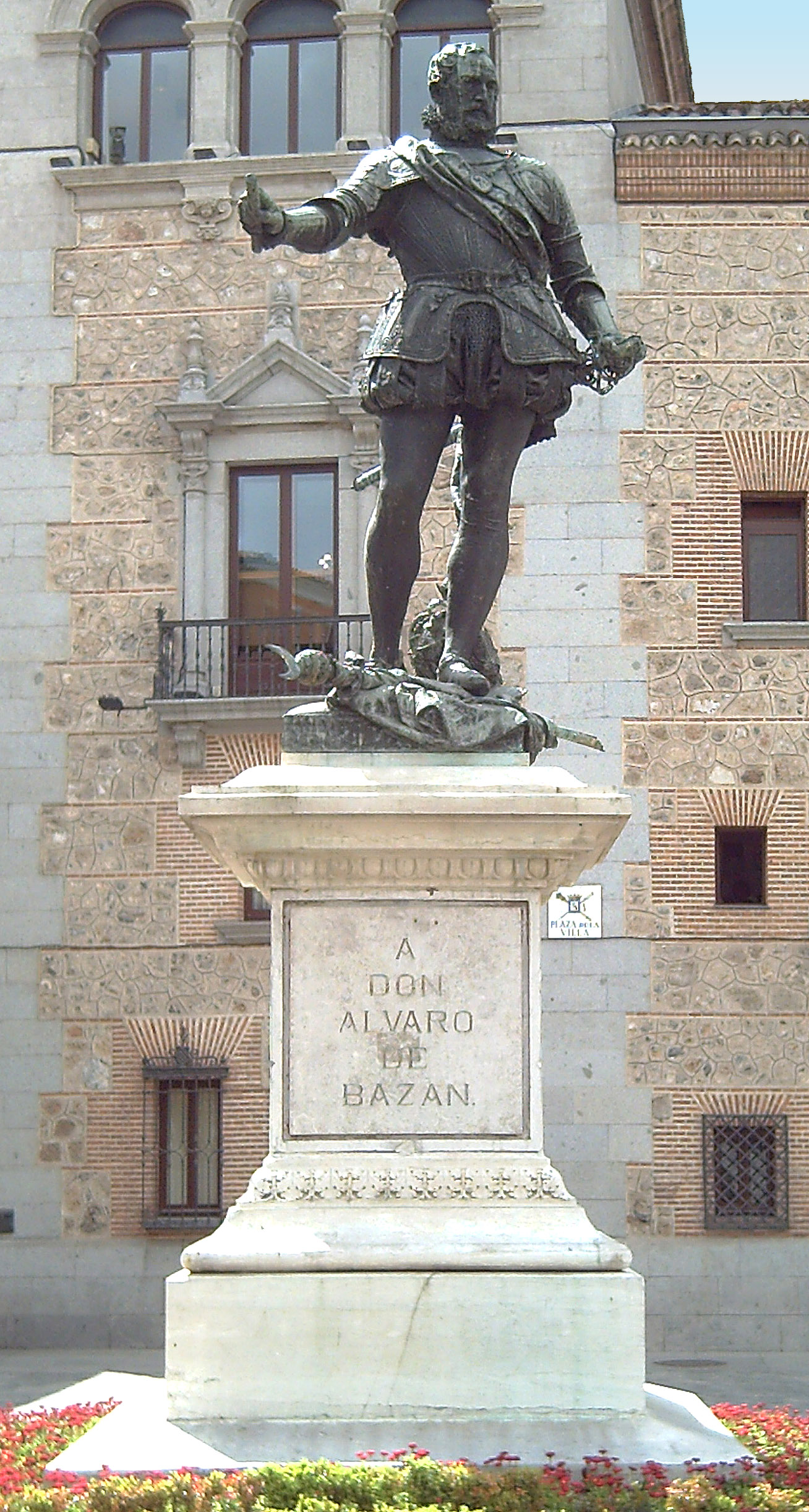
Monumento a don Álvaro de Bazán en la plaza de la Villa de Madrid (M. Benlliure, 1891).

Con motivo del tercer centenario de la muerte del marino don Álvaro de Bazán (1526-1588), en 1888 el Ayuntamiento decidió erigirle un monumento en el centro de la plaza, que no se inauguró hasta el 19 de diciembre de 1891. La estatua de bronce es obra del escultor Mariano Benlliure, instalada sobre un pedestal del arquitecto Miguel Aguado, en cuya cara posterior pueden leerse los versos que Lope de Vega dedicó al homenajeado:

El fiero turco en Lepanto; / en la Tercera el francés; / y en todo mar el inglés, / tuvieron de verme espanto. / Rey servido y patria honrada / dirán mejor quién he sido / por la Cruz de mi apellido / y por la cruz de mi espada.

Bazán aparece pisando una bandera turca, vestido con media armadura y banda de Capitán General de la Armada sobre su pecho, apoyando la mano izquierda sobre el pomo de su espada y portando en la derecha una bengala de general.